# Prósfora
Prósfora (em grego: προσφορά) é um pequeno pedaço de pão fermentado usado nas liturgias cristãs ortodoxas e bizantinas. A forma plural clássica é prosphorai (προσφοραί). O termo originalmente significava qualquer oferta feita a um templo, porém na Igreja Ortodoxa e no Catolicismo Bizantino passou a significar especificamente o pão oferecido na Eucaristia durante a Liturgia Divina.

## Receita

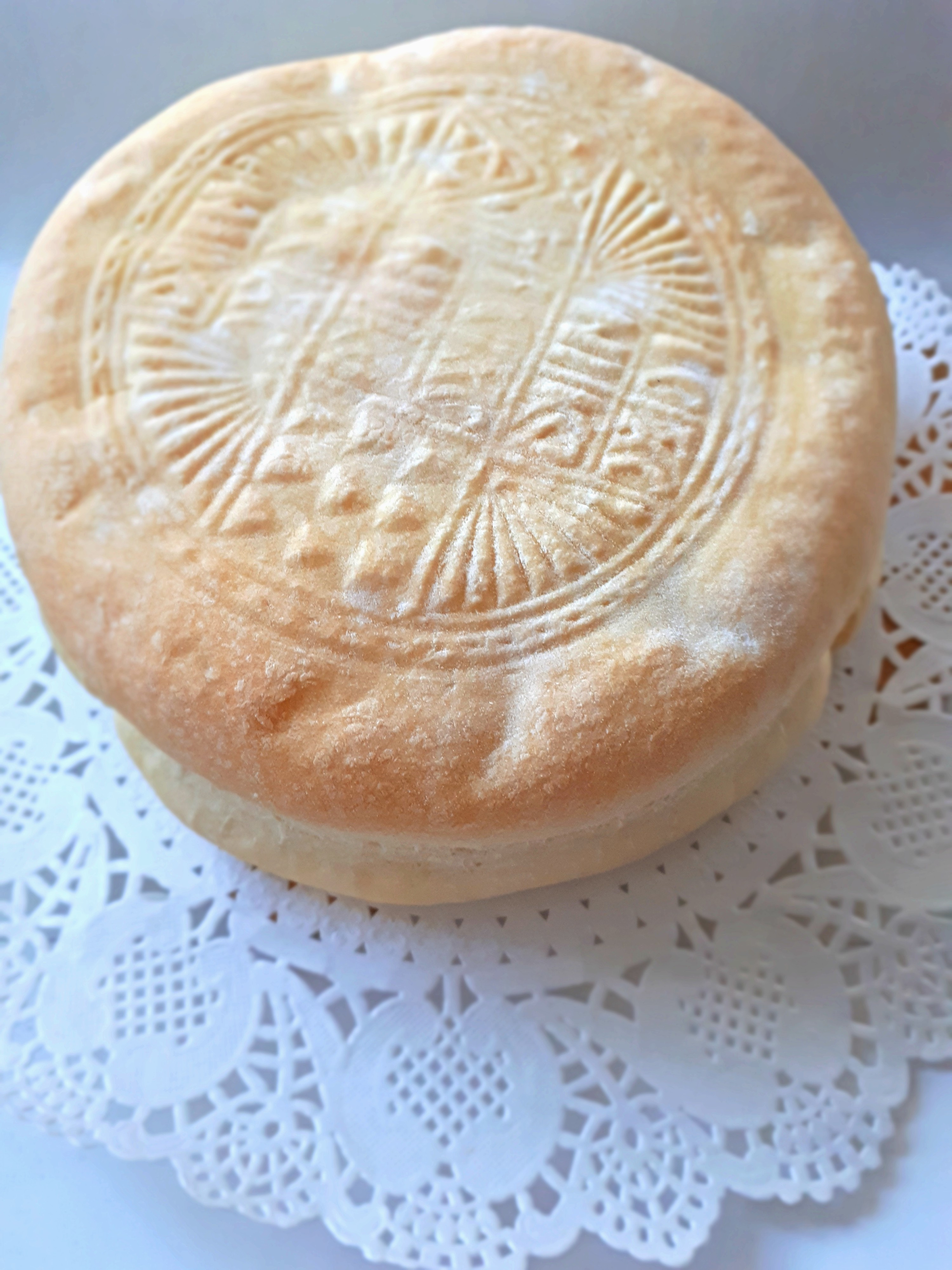
Prósfora marcada com um selo especial.

Uma prósfora é feita com quatro ingredientes: farinha de trigo, fermento, sal e água. O sal não era usado antigamente e continua não sendo usado na Igreja Ortodoxa de Jerusalém.
Qualquer membro da igreja que esteja em boa posição, tenha conhecimento suficiente de panificação e cuja consciência esteja limpa pode assar a prósfora. Muitas vezes, numa igreja paroquial, as mulheres revezam no cozimento do pão; nos mosteiros, a tarefa é frequentemente atribuída ao hegúmeno (abade) ou vários monásticos.
É comum, mas não necessário, se confessar antes de assar a prósfora, e o cozimento geralmente ocorre pela manhã, no jejum. Às vezes, são usados utensílios de cozinha especiais para fazer a prósfora. Pode haver orações especiais antes de começar, com o padeiro tentando manter um estado de espírito religioso, recitando a Oração de Jesus Cristo.
Uma prósfora é composta de dois pedaços redondos separados de massa fermentada que são colocados um em cima do outro e cozidos juntos para formar um único pão a fim de representar a dupla natureza de Jesus Cristo: carnal e espiritual. Antes de assar, cada prósfora é carimbada com um selo especial chamado phragis ou panagiari, geralmente trazendo, entre outras coisas, a imagem de uma cruz com as letras gregas IC XC NIKA ("Jesus Cristo vence") ao redor dos braços da cruz. Essa impressão é embutida no pão e serve de guia para o sacerdote que o cortará.
Na prática eslava (russa, búlgara, sérvia) são usadas cinco prósforas menores, em comemoração aos cinco pães que Jesus usou para alimentar o povo. A prática grega envolve um pão maior, em comemoração à unidade de todos os que compartilham o único “Pão” Coríntios 1:10:16-17.

## Liturgia Divina

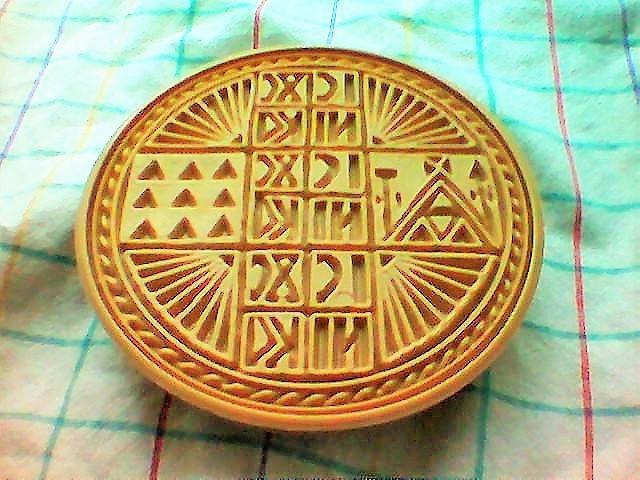
Prósfora carimbada com um selo phragis. No centro está o Cordeiro (IC XC NI KA), à direita está o Panagia (ΜΘ Μήτηρ Θεοῦ), á esquerda está a Hierarquia dos Anjos (os nove triângulos), e na parte superior e inferior estão Cordeiros extras para os dons pré-santificados.

Na parte da Liturgia Divina também conhecida como Eucaristia, um cubo é cortado do centro da prósfora conhecido como cordeiro de Deus (em grego Amnon) que é consagrado para se tornar o Corpo de Cristo e dele tanto o clero como os fiéis receberão a Sagrada Comunhão, enquanto o resto da prósfora é cortada para o antídoro, o pão sagrado que é distribuído no final da Liturgia.
A prósfora pode variar em tamanho e desenho impresso em diferentes tradições litúrgicas. Geralmente, as tradições eslavas usam cinco pequenas prósforas com um carimbo mais simples, enquanto a tradição greco-bizantina usa um grande prósforo com um carimbo mais complexo, indicando o local de onde o Cordeiro deve ser retirado e os locais de onde as partículas são removidas para cada uma das comemorações restantes.
Além do Cordeiro, as partículas são removidas da prósfora para comemorar:
- O Teótoco (Panagia);

- As nove hierarquias de Anjos e Santos;

- Os vivos (incluindo as autoridades locais e o bispo governante);

- Os que partiram.

A tradição eslava usa uma prósfora separada, às vezes com um selo diferente para cada. Alguns também podem presentear uma prósfora menor juntamente com uma lista dos fiéis vivos e falecidos que desejam que sejam comemorados durante a Liturgia.

## Panagia
O prósforo do qual uma partícula é removida em homenagem à Teótoco (Virgem Maria) é chamado Panagia Portaitissa (ἄρτος τῆς Παναγίας) e é solenemente abençoado em sua homenagem durante a Divina Liturgia. Esta prósfora é frequentemente gravado com um ícone da Teótoco. Antes de cortá-la, o sacerdote faz três vezes o Sinal da Cruz sobre ele com um bastão litúrgico, dizendo:
Em homenagem e comemoração de nossa Santíssima Senhora, a Teótoco e Eterna Virgem Maria; por cujas intercessões aceitas, ó Senhor, este sacrifício sobre o Teu Altar celeste.

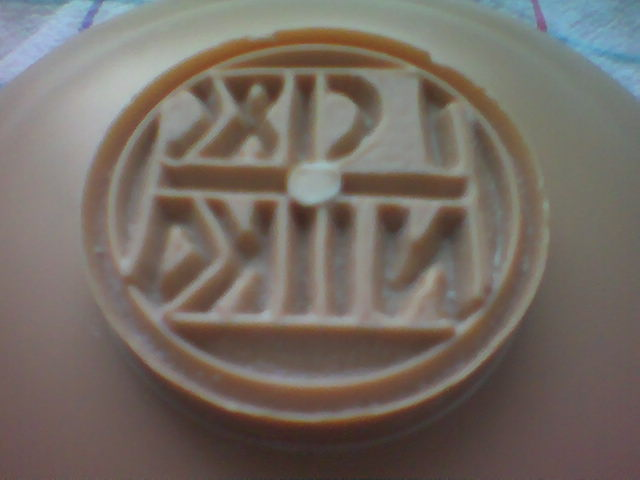
Prósfora carimbada em selo russo, para cinco pequenos pães idênticos.

Depois é retirada uma grande partícula triangular e a coloca ao lado do Cordeiro, dizendo: “À tua direita está a rainha, usando vestes tecidas de ouro e de diversas cores”.
O restante da prósfora é abençoada na mesa sagrada, antes de abençoar o antídoro, com a frase: “Grande é o nome da Santíssima Trindade”. Atualmente este costume costuma ser realizado apenas em alguns mosteiros.
Depois da Liturgia, o monge encarregado do refeitório corta um pedaço triangular do pão. Em seguida, a panagia é cortada ao meio e deixada com a face voltada para baixo em um prato sobre uma mesa do refeitório. Após a refeição, o monge responsável tira seu epanokamelavkion e camelauco, dizendo “Abençoe-me, Santos Padres, e perdoe meus pecados”, ao que os irmãos respondem: “Que Deus os perdoe e tenha misericórdia de vocês”. Logo em seguida, pegando a panagia com a ponta dos dedos, levanta-a dizendo “Grande é o nome”, e a comunidade segue: “da Santíssima Trindade”. O rito continua então com “Santa Mãe de Deus, rogai por nós”, com a resposta “Às suas orações, ó Senhor, tem piedade e salva-nos”. Em seguida, são cantados dois hinos enquanto o monge, acompanhado por um clérigo com um incensário, oferece a panagia aos que estão presentes. Cada um pega um pedaço com os dedos, passa no incenso e come.

## Artoclasia
Há também pães que são assados para bênção e distribuídos aos fiéis fora da Divina Liturgia. Geralmente são chamados de artos ("pães") e são feitos de uma única rodela de massa em vez de duas. Podem ser carimbados com o mesmo selo usado na Liturgia, embora seja comum terem apenas uma simples cruz ou um ícone como o padroeiro da igreja ou o mosteiro local. Geralmente são feitos cinco pães e eles são abençoados em um serviço chamado Artoclasia ("partir o pão"). Esses pães, juntamente com o trigo, o vinho e o azeite, são abençoados e distribuídos aos fiéis durante a Vigília.